# Federico Gamboa
Federico Gamboa Iglesias (Città del Messico, 22 dicembre 1864 – Città del Messico, 15 agosto 1939) è stato un politico, scrittore e diplomatico messicano.
Aderente al Naturalismo francese, scrisse romanzi moraleggianti come Legge suprema (1896), Santa (1903) e La piaga (1912). Nel 1928 mise in scena il dramma Tra fratelli.
Nel 1913 fu candidato presidente del Messico alle elezioni.

## Carriera

### Carriera diplomatica
Gamboa studiò per diventare notaio però, lasciò la scuola nel 1884 e andò a lavorare come impiegato presso il tribunale civile, durante il quale intraprese anche la carriera giornalistica. Nel giornale El Diario del Hogar aveva una colonna intitolata Desde mi mesa, che firmava con lo pseudonimo "La Corcadiere". Non contento di questo, Gamboa ha deciso di tentare la fortuna nel servizio pubblico.
Dopo aver disputato degli esami, si è unito al servizio diplomatico messicano SEM come secondo segretario, il 9 ottobre 1888. A 24 anni quando fu inviato a Guatemala; dopo servì presso l'ambasciata di Argentina. Tornò al SEM come Capo Sezione della Missione presso il Ministero degli Affari Esteri nel 1896. Egli è stato incaricato d'affari in Guatemala (1899-1902), e poi primo segretario della legazione messicana a Washington (1903).
Verso la fine del governo di Porfirio Díaz, è stato ministro plenipotenziario in Guatemala (1910), segretario e responsabile dell'ufficio del Ministero degli Affari Esteri nello stesso anno. È stato uno degli organizzatori delle celebrazioni del centenario dell'Indipendenza del Messico, a seguito del quale è stato nominato Ministro Plenipotenziario del Messico in Belgio, Paesi Bassi, e nello stesso tempo fu inviato come commissario straordinario al governo di Spagna.
Dal 12 agosto al 24 settembre 1913 ha prestato servizio come Ministro degli Esteri. La sua carriera nella diplomazia finì quando si è dimesso, dopo quarantaquattro giorni in carica, per candidarsi alla presidenza, insieme con il generale Eugenio Rascón come vice presidente per il Partito Cattolico Nazionale (Partido Católico Nacional) il 26 ottobre 1913. I vincitori di quelle elezioni sono stati Victoriano Huerta e Aureliano Blanquet.

### Carriera letteraria
I suoi primi libri, come l'antologia di racconti Del natural scritta nel 1889 o lunghe Apariencias nel 1892, mostrando un autore ancora inesperto. Nel 1896 raggiunse la maturità con l'opera Suprema Ley e un certo successo con il pubblico messicano. Ha pubblicato la sua autobiografia (impressioni e ricordi) nel 1893, all'età di 28 anni. Il lavoro che gli ha dato fama nazionale e internazionale, stranamente, ha una protagonista femminile: Santa, scritta durante la missione diplomatica in Guatemala e pubblicato originariamente nel 1903. Questo lavoro è stato, secondo le parole di José Emilio Pacheco, "il primo best seller messicano [...] (e) allo stesso tempo il suo opposto: il long seller, il libro che continueremo a leggere nel corso di molti anni".
Il 14 novembre 1889 divenne membro della Real Academia Española. Il 22 marzo 1909, è stato nominato membro dell'Accademia della lingua messicana, assumendone la presidenza (1923-1939). Il 20 marzo 1935 è stato nominato membro onorario dell'Accademia della lingua colombiana.